# 滝呂町
滝呂町（たきろちょう）は、岐阜県多治見市の町名。郵便番号は507-0813。現行行政地名は滝呂町1丁目から滝呂町17丁目。

## 地理
多治見市の南東部に位置する。北に岐阜県土岐市、東に笠原町、南に市之倉町と隣接する。主に杯や陶芸製作を行っており、当町発祥のセラリーナも作られている。
隣接自治体
- 岐阜県土岐市

河川
- 笠原川
- 芝草川

## 世帯数と人口
2018年（平成30年）9月30日現在の世帯数と人口は以下の通りである。
| 丁目         | 世帯数    | 人口    |
| ------------ | --------- | ------- |
| 滝呂町1丁目  | 52世帯    | 121人   |
| 滝呂町2丁目  | 35世帯    | 97人    |
| 滝呂町3丁目  | 77世帯    | 186人   |
| 滝呂町4丁目  | 40世帯    | 80人    |
| 滝呂町5丁目  | 63世帯    | 134人   |
| 滝呂町6丁目  | 45世帯    | 105人   |
| 滝呂町7丁目  | 49世帯    | 94人    |
| 滝呂町8丁目  | 119世帯   | 295人   |
| 滝呂町9丁目  | 441世帯   | 1,310人 |
| 滝呂町10丁目 | 34世帯    | 84人    |
| 滝呂町11丁目 | 50世帯    | 113人   |
| 滝呂町12丁目 | 991世帯   | 2,774人 |
| 滝呂町13丁目 | 50世帯    | 113人   |
| 滝呂町14丁目 | 598世帯   | 1,421人 |
| 滝呂町15丁目 | 33世帯    | 69人    |
| 滝呂町16丁目 | 130世帯   | 297人   |
| 滝呂町17丁目 | 655世帯   | 1,960人 |
| 計           | 3,462世帯 | 9,253人 |

## 町内各施設
公園施設
- 滝呂球場
- 滝呂公園
- 滝呂中央公園
- 滝呂東公園
- 滝呂北公園
- 滝呂北第2公園
- みはらし公園
- 冒険公園
- けやき公園（滝呂北第4公園）

商業施設
- 西友（滝呂店）
- リカーマウンテン（多治見滝呂店）
- ドラッグスギヤマ（滝呂店）
- ゲンキー（滝呂台店）※住所は笠原町向島になる。

教育施設
- 滝呂小学校
- 多治見大和幼稚園
- 滝呂保育園（2017年廃園）

## 行政
地区事務所
- 滝呂事務所

交番・駐在所
- 多治見警察署 滝呂警察駐在所

郵便局
- 多治見滝呂郵便局

消防
- 多治見市消防団滝呂分団
- 多治見市消防団滝呂台分団

## 主な神社
- 津島神社（滝呂10丁目）（滝呂12丁目）
- 神明神社
- 瀧呂稲荷神社

## 宗教関連施設
- 滝呂観音堂

## 交通
主要地方道
- 愛知県道・岐阜県道13号豊田多治見線

バス
- 東鉄バス

町内バス停留所
東鉄笠原線
- 滝呂町2丁目
- 滝呂町8丁目
- 滝呂町11丁目
- 滝呂町14丁目

東鉄学園都市・妻木線
- 滝呂9丁目
- タウン滝呂口
- タウン滝呂センター

東鉄滝呂台線
- 滝呂台

東濃鉄道笠原線（1978年11月1日完全廃止）
- 滝呂駅（1973年3月24日廃止）
- 下滝呂駅（滝呂駅と同年同日に廃止）